# Cauly
Cauly Oliveira Souza, född 15 september 1995, är en brasiliansk fotbollsspelare som spelar för Bahia.

## Karriär
Den 13 januari 2020 värvades Cauly av bulgariska Ludogorets Razgrad. I februari 2023 återvände Cauly till Brasilien och skrev på ett kontrakt fram till 2026 med Bahia.